# 의료폭력
의료폭력(醫療暴力)이란 병원에서 일어나는 물리적/정신적 폭력행위를 말한다. 환자에 대한 의료직역(의사, 간호사, 약사, 원자력 중입자치료 엔지니어, 보건의료인, 의료기사, 의료사회복지사, 정신건강사회복지사, 임상심리사, 심리치료사 등)의 불친절 또는 폭력행위가 주가 되나, 반대로 환자가 의료직역에게 치료관계로 시비하여 폭력을 행사하는 경우나 환자가 환자에게 폭력을 행사하는 등의 경우도 포괄하는 개념이다.
사람을 감금해서 마약류(향정신성의약품, 한외마약, 마약)를 투여해서 사람의 인체에 위해가 되는 약물을 과다복용시키는 즉 과잉진료 같은 의료폭력도 있다